# Babakotia
Babakotia — це вимерлий рід лемурів середнього розміру або мокроносих приматів з Мадагаскару, який містить один вид — Babakotia radofilai. Разом з Palaeopropithecus, Archaeoindris і Mesopropithecus він утворює родину Palaeopropithecidae. Назва Babakotia походить від малагасійської назви індри, babakoto, з якою він і всі інші лемури тісно пов'язані.
Babakotia radofilai та всі інші члени родини мають багато спільних рис із живими лінивцями, демонструючи конвергентну еволюцію. Він мав довгі передпліччя, вигнуті пальці та дуже рухливі тазостегнові та гомілковостопні суглоби. Його череп був щільнішим, ніж у індріїдів, але не настільки, як у більших Palaeopropithecidae. Його зуби схожі на зуби всіх інших індріїдів і Palaeopropithecidae. Він мешкав у північній частині Мадагаскару і поділив свій ареал як мінімум з двома іншими видами родини, Palaeopropithecus ingens і Mesopropithecus dolichobrachion. Babakotia radofilai був переважно листоїдом, хоча він також їв фрукти та тверде насіння. Він відомий лише за субфосильними останками та, можливо, вимер незабаром після прибуття людей на острів, але для цього виду не було проведено достатньо радіовуглецевого датування, щоб точно знати.